# Geräms

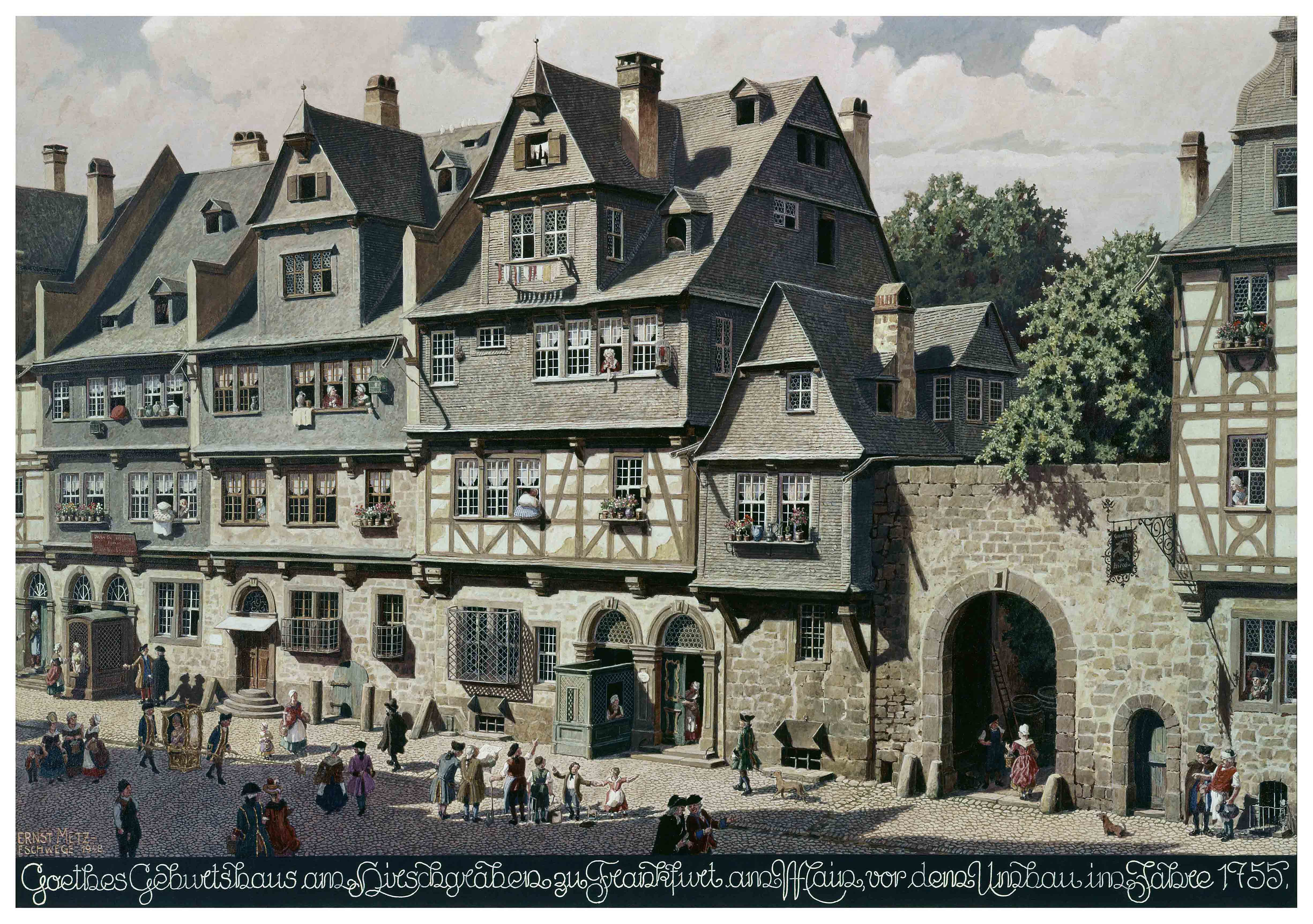
Geräms vor dem linken Erdgeschoss-Bogen des spätbarocken Goethe-Hauses in Frankfurt bevor es 1754–55 umgebaut wurde (Rekonstruktionszeichnung von Ernst Metz)

Ein Geräms ist ein Gitterwerk aus Holz oder Eisen. Im historischen Bauwesen ist ein Geräms ein mehr oder weniger großer Kasten oder Käfig, der vergitterte Öffnungen aufweist und verschiedenen Funktionen diente.
Geräms ist ein Kollektivum zu mittelhochdeutsch ram und meint „Stütze, Gestell, Webrahmen“, neuhochdeutsch „Rahmen“. Verwendete weitere historische Begriffe waren u. a.: Gräms, Krems, Krembs, Gerembst, Gerems, Gerämst (oberdeutsch), Grähmster (siegerländisch), Gerâmte (ostfriesisch).

## Goethes Geräms in Frankfurt
In Frankfurt am Main waren bis Mitte des 18. Jahrhunderts vergitterte, käfigartiger Vorbauten vor der Haustür gebräuchlich. Aus ihnen konnten die Bewohner des Hauses fast ungesehen an der vorbeigehenden Öffentlichkeit teilhaben.
Das historisch-literarisch bekannteste Geräms ist von Goethes Geburts- und Jugendhaus (Großer Hirschgraben) im 18. Jahrhundert überliefert, das er später mehrfach beschrieb:

„Für uns Kinder, eine jüngere Schwester und mich, war der untere weitläufige Hausflur der liebste Raum, welcher neben der Türe ein großes hölzernes Gitterwerk hatte, wodurch man unmittelbar mit der Straße und der freien Luft in Verbindung kam. Einen solchen Vogelbauer, mit dem viele Häuser versehen waren, nannte man ein Geräms. Die Frauen saßen darin, um zu nähen und zu stricken; die Köchin las ihren Salat; die Nachbarinnen besprachen sich von daher miteinander … So kamen auch durch diese Gerämse die Kinder mit den Nachbarn in Verbindung …“

„Was das Geräms betrifft, wornach Sie fragen, so kann man, wie Sie schon vermuthen, sich den Ursprung desselben am ersten denken, wenn man sich vorstellt, wie zur Sommerszeit Bürgersleute Stühle und Bänke vor ihre Häuser setzten, wo sie unter den weit vorspringenden Überhängen der oberen Stockwerke, sogar bei einem mäßigen Regen, ruhig sitzen konnten. Hatte man so durch gedachte Überhänge und durch das oben vorspringende Dach schon in die Rechte der Straße gleichsam Eingriffe gethan, so lag es, besonders in weniger polizeilichen Zeiten, ganz nahe, sich einen hölzernen Käfich herauszubauen, um nicht den Augen jedes Vorübergehenden ausgesetzt zu seyn. Dieses Geräms war wirklich meistenteils oben offen, weil es von jenen Überhängen genügsam bedacht war. Es hing durch eine besondere Thüre mit dem Hausflur zusammen, welche Nachts ebenso sorgfältig als die Hausthüre selbst verschlossen wurde. Dieses Geräms war für die Familie um so wichtiger, als man in jenen Zeiten oft die Küchen nach der Straße zu, die Zimmer aber nach den Höfen zu anlegte, wodurch die Häuser sämtlich eine burgartige Gestalt erhielten und man nur durch das gedachte Geräms eine gewisse Communication mit der Straße und dem Öffentlichen gewann.“

## Geräms als Vergitterung in Kirchenbauten
In Kirchengebäuden wurde alle Arten von Gittern als „Geräms“ bezeichnet, so etwa die Gittertür eines Sakramentshäuschens, eine Chorschranke, ein Treppengeländer, das Sichtschutzgitter von Priechen, Patronatslogen und Betstühlen, Gitter an einem Orgelprospekt, die Vergitterung einer Grabmals-Einfriedung und andere Gegenstände mehr. Bekannt sind vor allen Sichtschutz-Vergitterungen von Nonnenemporen und Frauenemporen.

Gitterwerke in Kirchen und Synagogen
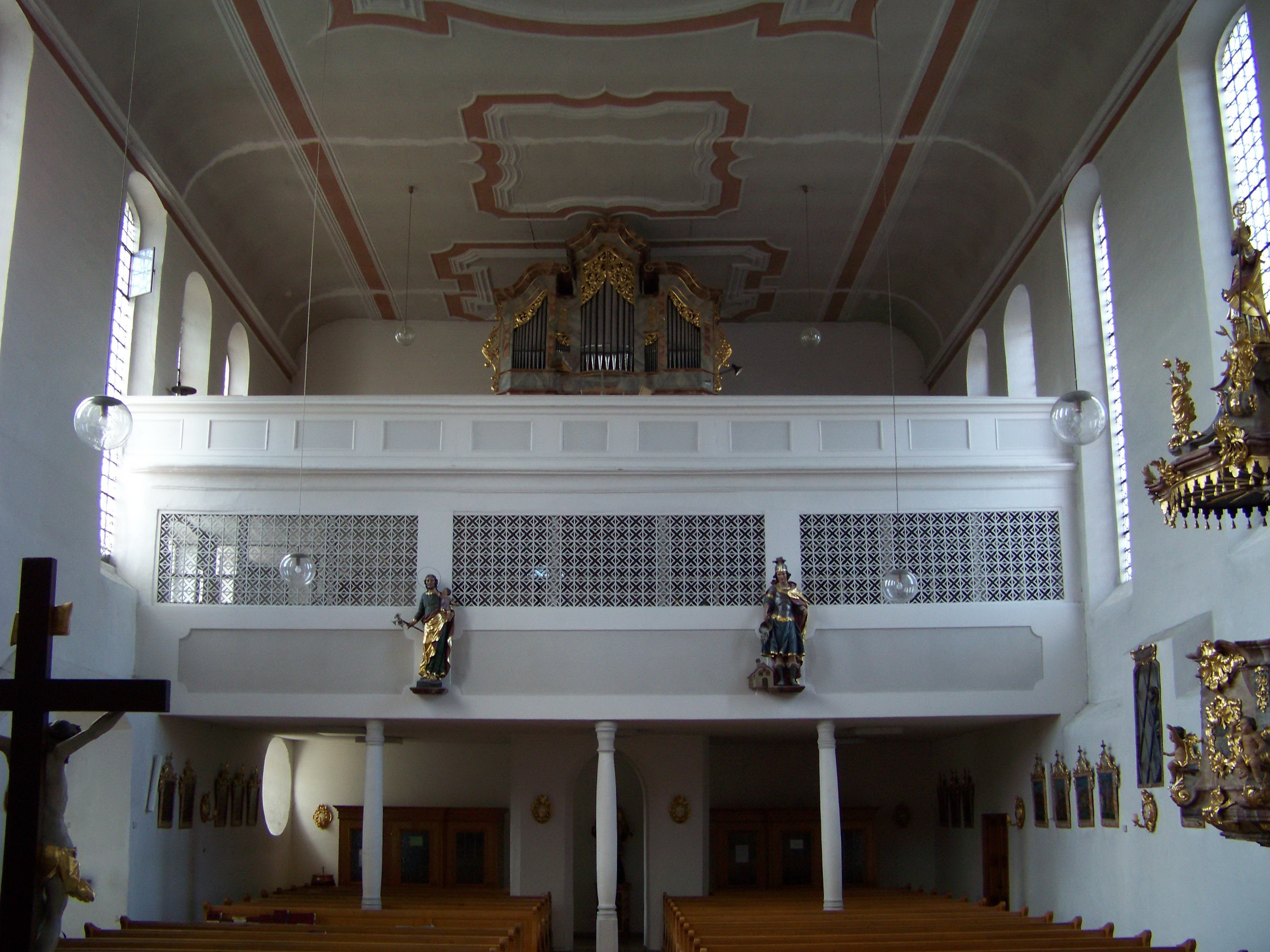
Nonnenempore in der Augustinerinnen-Klosterkirche in Niederviehbach
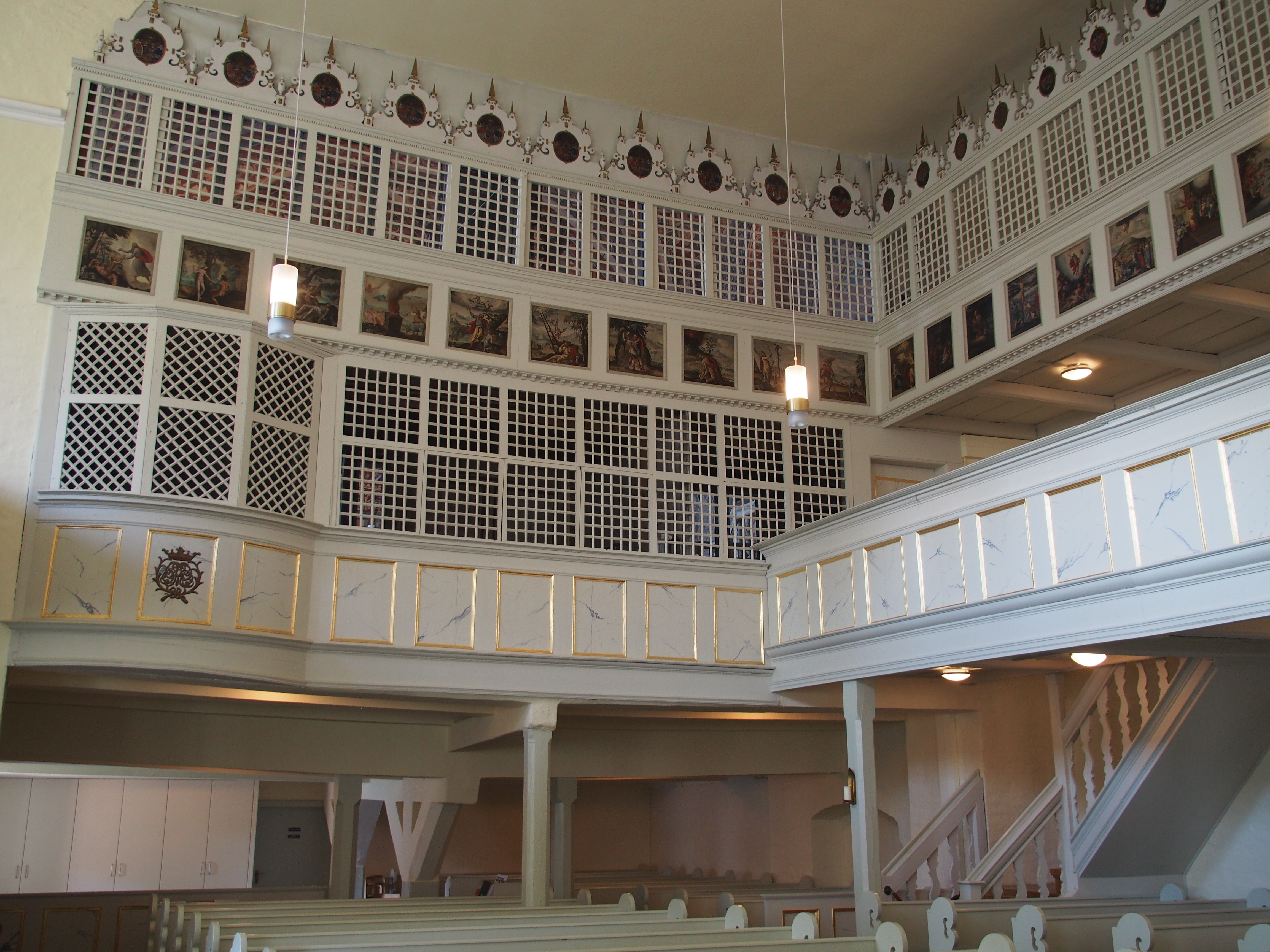
Nonnenempore in der St.-Marien-Kirche Wienhausen (gewölbt hervorgehoben die Prieche der Äbtissin)
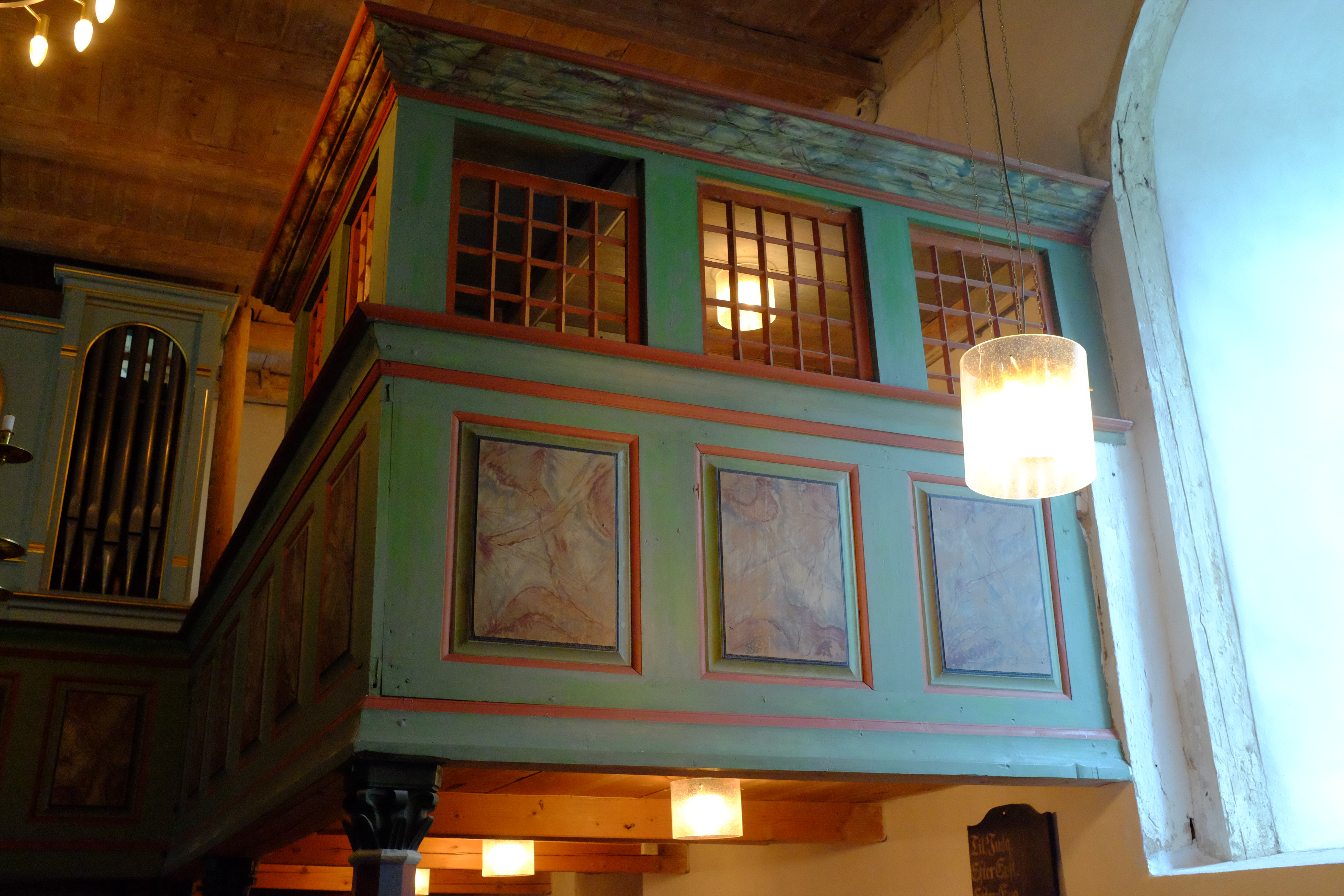
Kirchenempore in Gildeskål (Norwegen)
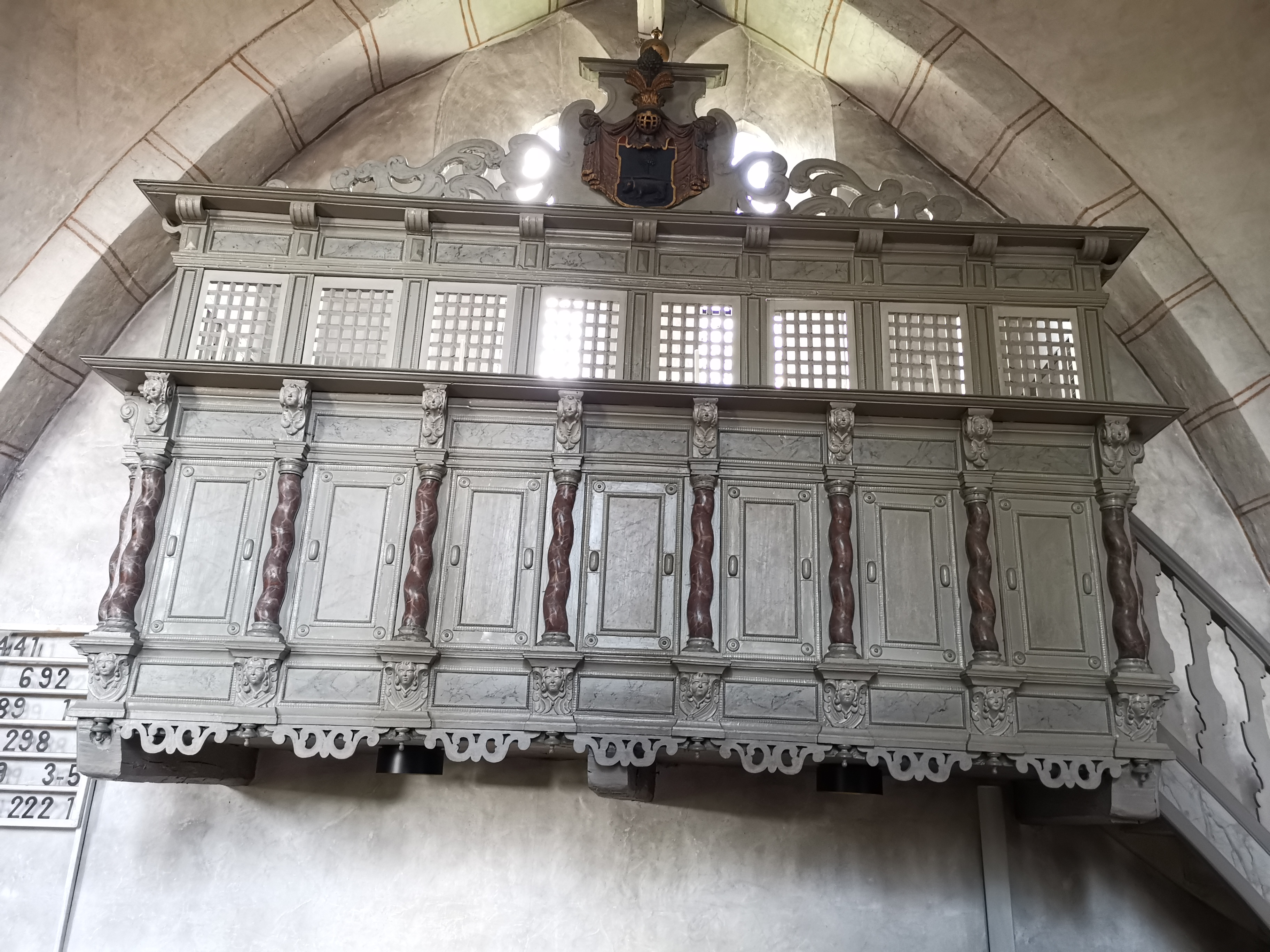
Patronatsloge der Kirche St. Johannis in Sterley
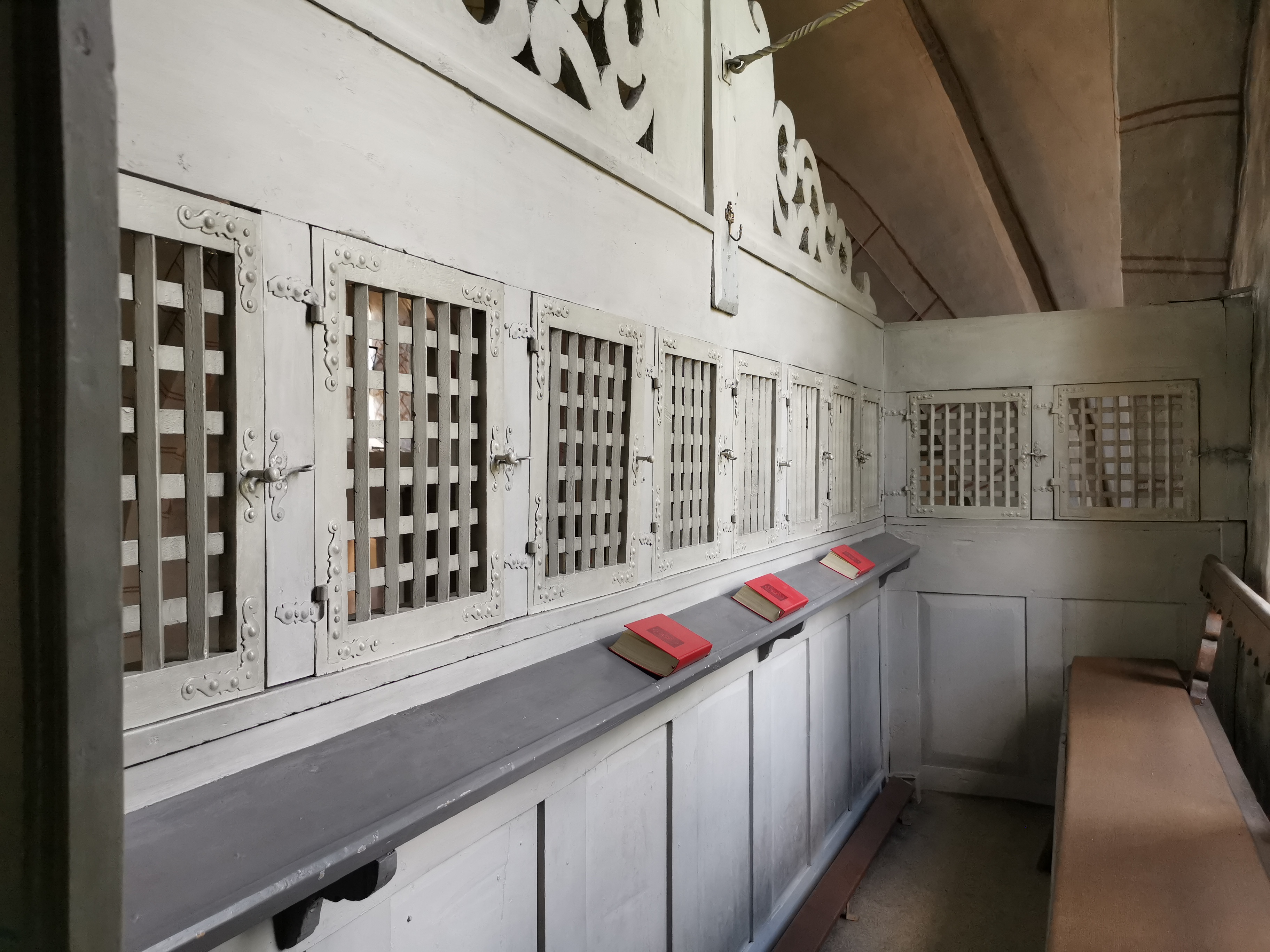
Inneres der Patronatsloge von St. Johannis in Sterley
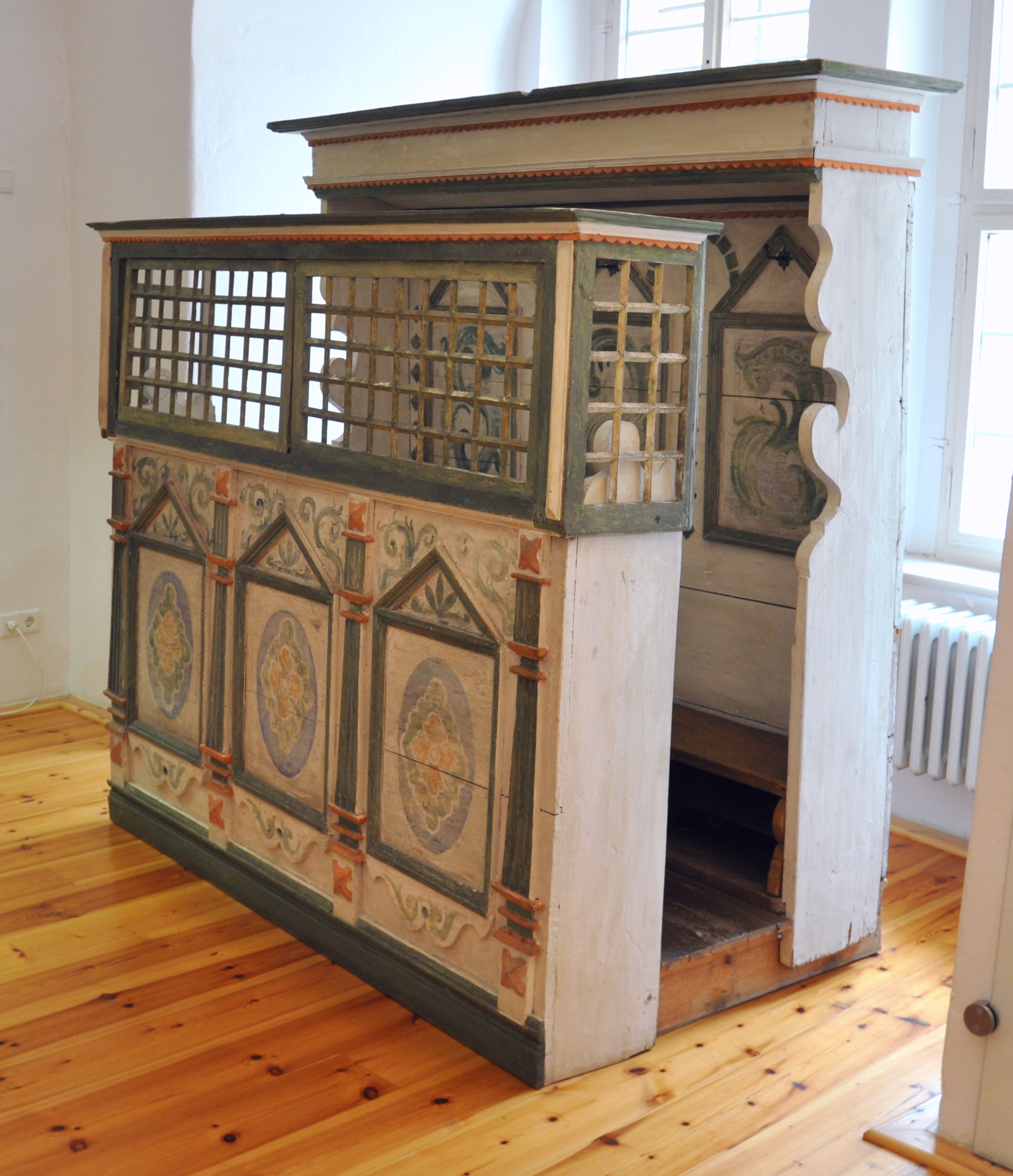
Betstuhl der Peter-Paul-Kirche Senftenberg (jetzt im Museum Schloss Senftenberg)
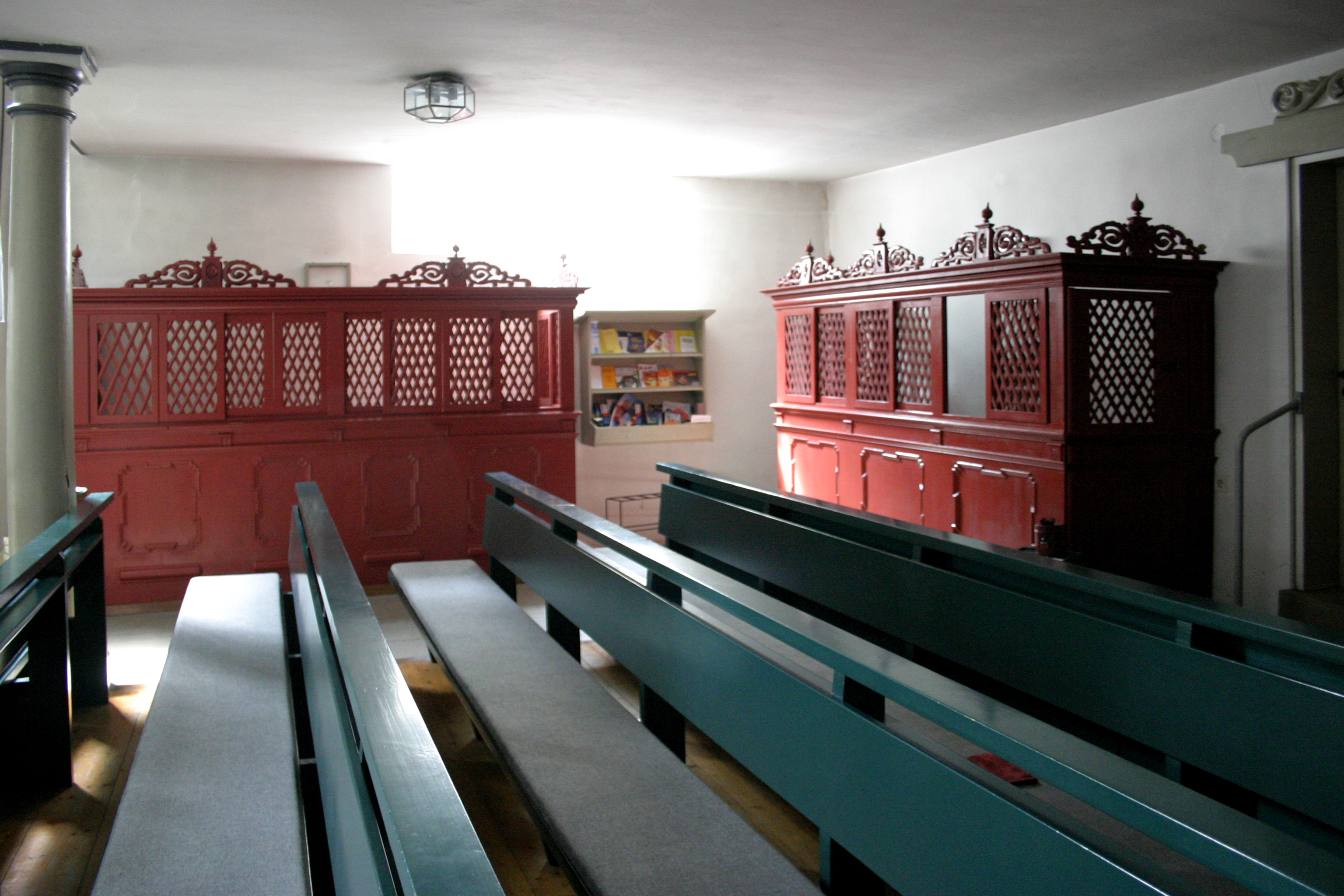
Priechen in der evangelischen Kirche Prichsenstadt
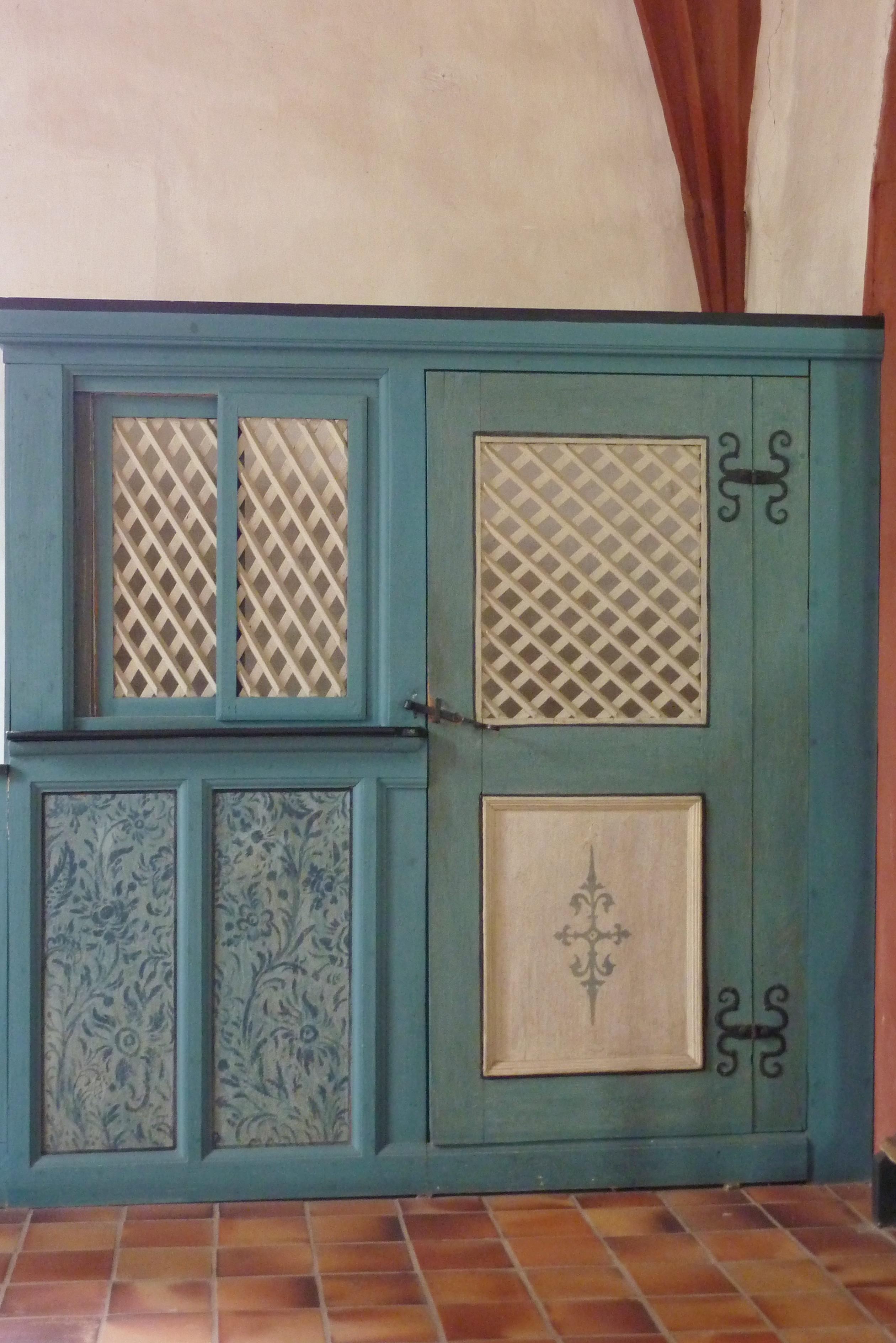
Patronatsloge in der evangelischen Kirche Fraurombach
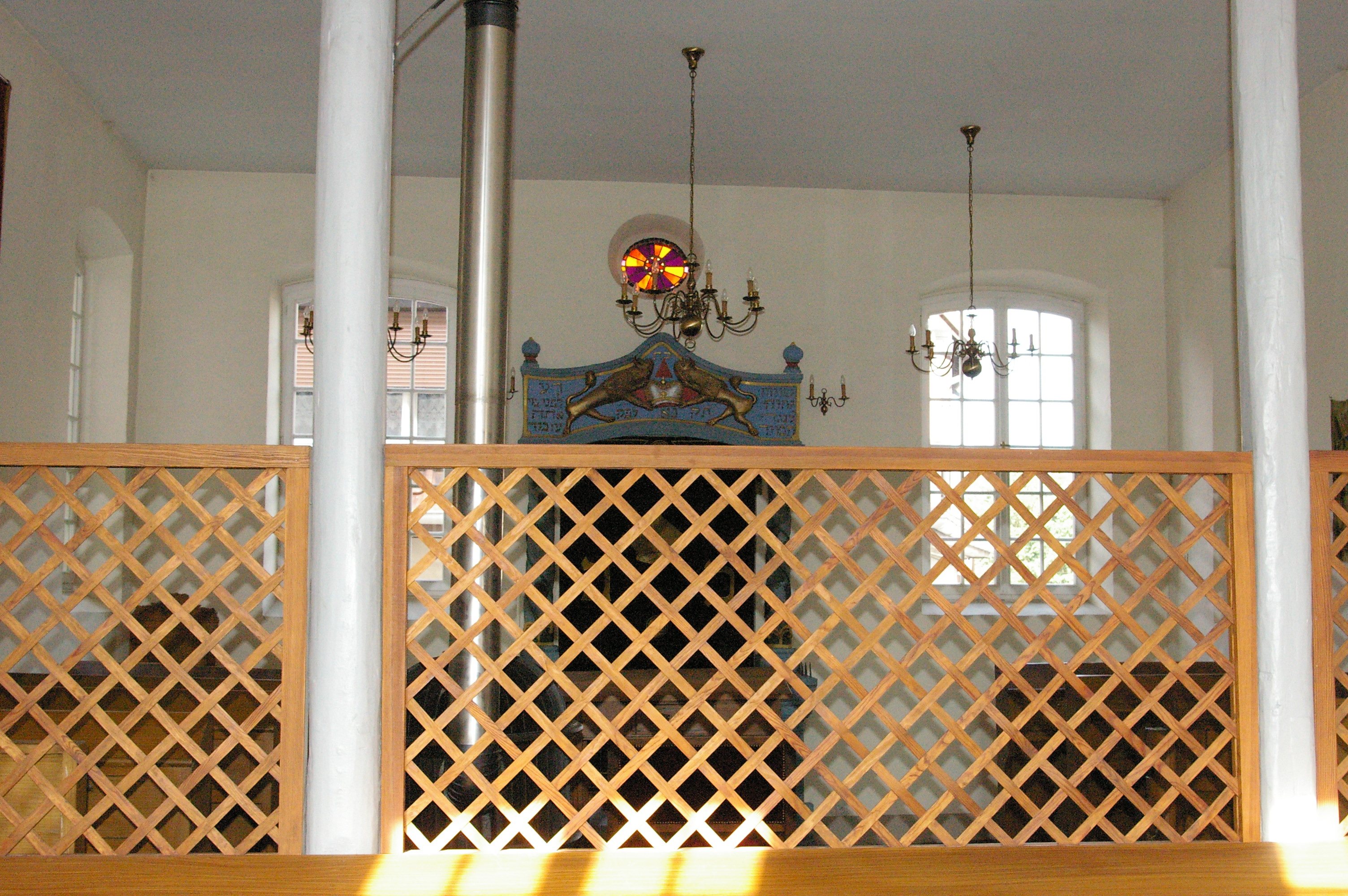
Mechiza der Synagoge Pfaffenhoffen

1653 wurde im Magdeburger Dom ein „Gerembs“ beschrieben, das eine wertvolle Reliquie zugleich schützte und zur Schau stellte: „Bey einem Pfeiler an der rechten Seiten der Kirchen / sey ein höltzern Gerembs / darinn gezeiget werde die Laiter / darauff der Haane gesessen / der in der Passion gekräet“.